# Aeroportul Manakara
Aeroportul Manakara (IATA: WVK, ICAO: FMSK) este un aeroport din Regiunea Vatovavy-Fitovinany, Madagascar ce deservește zona Manakara. A fost numit după zona deservită.
Situat la o altitudine de 10 m, aeroportul dispune de o singură pistă.